# Lac Festubert
Le lac Festubert est un plan d'eau douce de la ville de Senneterre, dans la municipalité régionale de comté (MRC) La Vallée-de-l'Or, dans la région administrative de Abitibi-Témiscamingue, dans la province de Québec, au Canada.
Le lac Festubert est situé entièrement en zone forestière. La foresterie constitue la principale activité économique du secteur ; les activités récréotouristiques arrivent en second. Sa surface est généralement gelée du début de décembre à la fin avril.

## Géographie
La surface de ce lac s’étend sur 168 ha et est à une altitude de 431 m. Ce lac est localisé environ à mi-chemin entre le réservoir Gouin (situé au Nord-Est), la réserve faunique La Vérendrye (située au Sud-Ouest) et le réservoir Baskatong (situé au Sud).
Le lac Festubert se déverse par le Nord-Est ; il constitue le principal plan d’eau de tête de la rivière Festubert dont le cours traverse une série de lacs  : Robson, Dent, Guichard, Viking et Spartan. La rivière Festubert se déverse sur la rive Est du lac Pikianikijuan dont la partie Sud est traversée vers l’Ouest par la rivière des Outaouais.
Le lac Festubert est situé du côté Sud-Est de la ligne de partage des eaux ; la rivière Camachigama draine le versant Nord-Ouest. Les principaux bassins versants voisins du lac Festubert sont :
- côté Nord : rivière Camachigama, lac Chaudillon, lac Butcher ;
- côté Est : rivière Festubert ;
- côté Sud : rivière Festubert ;
- côté Ouest : rivière Camachigama, lac Obabcata, rivière Béthune, rivière Capitachouane.

Entouré de plusieurs collines (dont la plus haute du côté Sud-Ouest atteint 499 m), le lac Festubert épouse la forme d’un grand V comportant trois parties interconnectées par un détroit. La partie Nord-Ouest du lac compte plusieurs baies et une grande île. Cette dernière partie reçoit du Nord-Est les eaux des lacs Goulet (altitude : 480 m) et Apron (altitude : 444 m).
Le lac Festubert se déverse vers le Nord-Est dans le lac Buff, dans la zone de tête de la rivière Festubert.

## Toponymie
Le toponyme « lac Festubert » évoque le souvenir de la participation des troupes canadiennes-françaises à la campagne britannique de mai 1915, lors de la Première Guerre mondiale, dans les environs du village français de Festubert. L'opération coûta environ 7 000 hommes aux Alliés qui y remportèrent une victoire contre les Allemands le 12 juillet 1918. Le village de Festubert est situé dans le département du Pas-de-Calais, à une soixantaine de kilomètres au sud-est de Dunkerque et à égale distance de Courcelette, au Sud. Quoique le toponyme Lac Festubert soit en usage depuis au moins 1936, la Commission de géographie du Québec, devenue la Commission de toponymie du Québec, ne l'a approuvé que le 30 décembre 1963.
Le toponyme "lac Festubert" a été officialisé le 5 décembre 1968 par la Commission de toponymie du Québec lors de sa création.